# TT160
TT160 (Theban Tomb 160) è la sigla che identifica una delle Tombe dei Nobili ubicate nell’area della cosiddetta Necropoli Tebana, sulla sponda occidentale del Nilo dinanzi alla città di Luxor, in Egitto. Destinata a sepolture di nobili e funzionari connessi alle case regnanti, specie del Nuovo Regno, l'area venne sfruttata, come necropoli, fin dall'Antico Regno e, successivamente, sino al periodo Saitico (con la XXVI dinastia) e Tolemaico.

## Titolare
TT160 era la tomba di:
| Titolare | Titolo                                 | Necropoli       | Dinastia/Periodo | Note              |
| -------- | -------------------------------------- | --------------- | ---------------- | ----------------- |
| Besenmut | Vero amico del re, Grande Scriba reale | Dra Abu el-Naga | Periodo saitico  | a nord della TT35 |

## Biografia
Uniche notizie biografiche ricavabili dalle pitture parietali, il nome del padre, Pedemut, e quello della madre, Tahibet.

## La tomba
Planimetricamente la tomba presenta una forma differente da quella a "T" rovesciata tipica delle sepolture del Nuovo Regno: una camera rettangolare, oblunga, è seguita da un'altra posizionata ortogonalmente alla prima; a queste segue un'ultima camera quasi quadrata. Poche e molto danneggiate le scene parietali; nel corridoio di accesso resti di scene con il defunto e la moglie dinanzi a cinque divinità (?). Sulle pareti della prima camera quattro nicchie, quasi agli angoli, contengono scene del defunto in offertorio e testi sacri. Un secondo corridoio, sulle cui pareti è rappresentato il defunto seduto e sono trascritti testi sacri, immette in una seconda sala, le cui decorazioni sono distrutte, così come distrutte sono quelle della terza sala cui si accede per il tramite di un altro corridoio.

### Annotazioni
1. ↑  La prima numerazione delle tombe, dalla numero 1 alla 253, risale al 1913 con l’edizione del "Topographical Catalogue of the Private Tombs of Thebes" di Alan Gardiner e Arthur Weigall. Le tombe erano numerate in ordine di scoperta e non geografico; ugualmente in ordine cronologico di scoperta sono le tombe dalla 253 in poi.
2. ↑  I campi della Duat, ovvero l'aldilà egizio, si trovavano, secondo le credenze, proprio sulla riva occidentale del grande fiume.
3. ↑  Nella sua epoca di utilizzo, l'area era nota come "Quella di fronte al suo Signore" (con riferimento alla riva orientale, dove si trovavano le strutture dei Palazzi di residenza dei re e i templi dei principali dei) o, più semplicemente, "Occidente di Tebe".
4. ↑  le Tombe dei Nobili, benché raggruppate in un'unica area, sono di fatto distribuite su più necropoli distinte.
5. ↑  Le note, sovente di inquadramento topografico della tomba, sono tratte dal "Topographical Catalogue" di Gardiner e Weigall, ed. 1913 e fanno perciò riferimento alla situazione dell'epoca.

### Fonti
1. ↑  Gardiner e Weigall 1913.
2. ↑  Donadoni 1999,  p. 115.
3. 1 2 3  Porter e Moss 1927,  p. 273.
4. ↑  Gardiner e Weigall 1913, p. 30.
5. ↑  Gardiner e Weigall 1913, pp. 30-31.
6. ↑  Gardiner e Weigall 1913, p. 31.